# Левус Андрій Мар'янович
Андрі́й Мар'я́нович Ле́вус (нар. 9 серпня 1979, Стрий, Львівщина) — громадсько-політичний діяч, керівник комендатури Самооборони Майдану (2013—2014), заступник голови СБУ (26 лютого—24 листопада 2014). Народний депутат України VIII скл., де був головою підкомітету з питань державної безпеки Комітету ВРУ з питань національної безпеки і оборони. Голова Проводу громадської організації «Вільні люди».

## Освіта
Закінчив Стрийську середню школу № 3. 2002 року закінчив історичний факультет Львівського університету ім. Франка.

## Кар'єра
З 2002 року працював вчителем історії та права у середній школі, в якій навчався до того.
Під час виборів Президента України 2004 року очолював штаб Віктора Ющенка на своїй батьківщині. Очолював місцевий штаб партії «Наша Україна».
Згодом працював у місцевій газеті. Очолював «Українську інформаційну службу» (пресслужба «Світового конґресу українців»).
У 2007—2012 роках — помічник народного депутата України Андрія Парубія.
У 2012 році брав активну участь у парламентській виборчій кампанії, в Тернопільській області, у Зборівському окрузі очолив штаб кандидата в народні депутати Валентина Наливайченка.
У 2013—2014 роках — активний учасник протестних акцій, керівник комендатури Самооборони Майдану.
У лютому 2014 року призначений заступником голови СБУ Валентина Наливайченка. Займався кадровими змінами, допомогою учасникам АТО, звільненням заручників. Відповідав за департамент інформаційної безпеки, за департамент інформаційно-аналітичного забезпечення. 24 листопада Левус був звільнений з посади президентом Петром Порошенком.

## Депутатська діяльність
З осені 2014 до 29 серпня 2019 року — народний депутат 8-го скликання від партії «Народний фронт». Член фракції «Народний Фронт», голова підкомітету з питань державної безпеки Комітету з питань національної безпеки і оборони.
Член міжфракційного антиокупаційного об'єднання «Наступ». За словами Левуса, головне завдання цього об'єднання — очищення від «руського мира».
Є автором ряду законопроєктів щодо введення санкцій проти осіб, що несуть загрозу національній безпеці України; про обмеження використання медійної продукції Російської Федерації та державну мову; про заходи захисту національних інтересів, національної безпеки, суверенітету і територіальної цілісності України, протидії терористичній діяльності; про оборонну здатність та резервну армію; про особливий статус РПЦвУ та низки інших.

## Громадсько-політична діяльність
Школярем вступив до «Спілки незалежної української молоді». Виступив співзасновником громадської ініціативи «Оновлення країни», був членом оргкомітету «Опір»[джерело?].
Голова Проводу громадської організації «Вільні Люди».

### Діяльність проти «Українського вибору»
У березні 2017-го Андрій Левус звернувся до ГПУ з вимогою перевірити причетність Медведчука до проведення сепаратистських форумів, які проходили в Києві, Харкові, Дніпрі, Запоріжжі та Одесі, а також покарати Медведчука за державну зраду, сепаратизм і фінансування тероризму. Під петицією про арешт Віктора Медведчука підписалися «тисячі осіб» онлайн під час публічного збирання підписів у 15 містах України.
У свою чергу, у русі «Український вибір» заявили, що Печерський районний суд Києва зобов'язав Нацполіцію внести до Єдиного реєстру досудових розслідувань повідомлення про можливу підготовку вбивства лідера руху кума Путіна Віктора Медведчука. За словами заступника голови громадського руху «Український вибір» народного депутата Василя Німченка, фігурантами справи про нібито підготовку вбивства Медведчука є народні депутати Андрій Левус, Сергій Висоцький, Микола Княжицький. Однак згодом Генеральна прокуратура України закрила кримінальне провадження. 

### Діяльність проти компанії «Мегаполіс»
Левус організував боротьбу з тютюновою компанією «Мегаполіс», яка є монополістом на українському ринку і належить Ігорю Кесаєву, господарю російського збройного заводу ім. Дегтярьова та засновнику Фонду ветеранів ФСБ, що внесені до санкційного списку рішенням РНБОУ та указом Президента № 467 від 17 жовтня 2016 року.
За словами Левуса, було написано звернення Президенту, підготовлено законопроєкти, скликано санкційний комітет Кабміну. Активісти пікетували Адміністрацію Президента, блокували склади компанії по всій Україні. Справу розглядав Антимонопольний комітет. Рішенням Антимонопольним комітетом було прийнято відповідне рішення про порушення законодавства про захист економічної конкуренції «Мегаполісом» (наразі ця компанія називається «Тедіс Україна»). 

### Діяльність проти телеканалу «Інтер»
Левус закликав нардепутатів бойкотувати телеканал «Інтер», а громадськість моніторити ефір «Інтера». Також звернувся до СБУ з вимогою випровадити з України політтехнолога Ігоря Шувалова, який співпрацював з «Інтером».

## Справа Левуса
Левуса з колишнім нардепом від БПП Олександром Черненком підозрюють у тому, що вони незаконно отримували державну компенсацію за оренду номерів у готелях.

## Переслідування в РФ
Слідчий комітет РФ порушив кримінальну справу стосовно Левуса та інших депутатів, Юрія Берези і Ігоря Мосійчука, які прокоментували події в Грозному 4 грудня 2014 року, коли група чеченців напала на пост ДПС, а потім сховалася в Будинку друку. Як повідомляється на сайті відомства, «Береза, Левус і Мосійчук виступили із заявами, виправдовуючи злочини, вчинені 4 грудня 2014 року в місті Грозному, і за допомогою ЗМІ закликали до скоєння аналогічних злочинів на території РФ».

## Особисте життя
Одружений. Має сина Ростислава та Богдана Левуса. 

## Нагороди
Медаль «За працю і звитягу» (21 серпня 2014 року)